# Tomáš Necid
Tomáš Necid (Praga, 13 agosto 1989) è un calciatore ceco, attaccante del Bohemians 1905.

## Biografia
È fratello maggiore di Simona Necidová, anche lei calciatrice, centrocampista dello Slavia Praga e della nazionale ceca.

## Caratteristiche tecniche
Nel 2010 è stato inserito nella lista dei migliori calciatori nati dopo il 1989 stilata da Don Balón.

## Carriera

### Club

#### Gli esordi allo Slavia Praga
Ha giocato la sua prima partita per la squadra maggiore dello Slavia Praga nel settembre 2006, quando aveva 17 anni, e un mese dopo ha segnato il suo primo gol in campionato.
Nella stagione 2007-2008 ha esordito in Champions League, venendo poi trasferito in prestito allo Jablonec 97 per la seconda metà della stagione.
Con lo Jablonec ha disputato 13 partite su 15 ed è stato il capocannoniere della squadra con 5 reti. Quando è arrivato Necid la squadra era al penultimo posto, in piena zona retrocessione; infine si è piazzata al 12º posto.
Finito il periodo di prestito ha fatto ritorno allo Slavia Praga. Con tale squadra ha vinto la Gambrinus Liga 2007-2008, mentre nel 2008 è stato premiato come il talento ceco dell'anno.

#### CSKA Mosca
Nel gennaio del 2009 si trasferisce al CSKA Mosca.
Prima di fare parte del CSKA Mosca ha giocato 16 partite nella Gambrinus Liga e ha segnato 11 gol.
Ha giocato la sua prima partita con il CSKA il 7 marzo 2009 in Supercoppa di Russia, entrando in campo al 78' e segnando il gol vittoria al 113'.

#### PEC Zwolle
Il 12 agosto 2014 passa in prestito al PEC Zwolle. Il 2 febbraio 2015 risolve il contratto con il CSKA Mosca e si accorda con il PEC Zwolle a titolo definitivo sino al termine della stagione.

#### Bursaspor
Il 2 luglio 2015 il Bursaspor, squadra turca, ha comunicato che il giocatore ceco ha firmato un contratto quadriennale con il club turco.

### Nazionale
Viene convocato per gli Europei 2016 in Francia.

## Statistiche

### Cronologia presenze e reti in nazionale
| Cronologia completa delle presenze e delle reti in nazionale ― San Marino | Cronologia completa delle presenze e delle reti in nazionale ― San Marino | Cronologia completa delle presenze e delle reti in nazionale ― San Marino | Cronologia completa delle presenze e delle reti in nazionale ― San Marino | Cronologia completa delle presenze e delle reti in nazionale ― San Marino | Cronologia completa delle presenze e delle reti in nazionale ― San Marino | Cronologia completa delle presenze e delle reti in nazionale ― San Marino | Cronologia completa delle presenze e delle reti in nazionale ― San Marino |
| Data                                                                      | Città                                                                     | In casa                                                                   | Risultato                                                                 | Ospiti                                                                    | Competizione                                                              | Reti                                                                      | Note                                                                      |
| ------------------------------------------------------------------------- | ------------------------------------------------------------------------- | ------------------------------------------------------------------------- | ------------------------------------------------------------------------- | ------------------------------------------------------------------------- | ------------------------------------------------------------------------- | ------------------------------------------------------------------------- | ------------------------------------------------------------------------- |
| 19-11-2008                                                                | Serravalle                                                                | San Marino                                                                | 0 – 3                                                                     | Rep. Ceca                                                                 | Qual. Mondiali 2010                                                       | 1                                                                         | 66’                                                                       |
| 11-2-2009                                                                 | Casablanca                                                                | Marocco                                                                   | 0 – 0                                                                     | Rep. Ceca                                                                 | Amichevole                                                                | -                                                                         | 46’                                                                       |
| 28-3-2009                                                                 | Maribor                                                                   | Slovenia                                                                  | 0 – 0                                                                     | Rep. Ceca                                                                 | Qual. Mondiali 2010                                                       | -                                                                         | 79’                                                                       |
| 1-4-2009                                                                  | Praga                                                                     | Rep. Ceca                                                                 | 1 – 2                                                                     | Slovacchia                                                                | Qual. Mondiali 2010                                                       | -                                                                         | 78’                                                                       |
| 5-6-2009                                                                  | Jablonec nad Nisou                                                        | Rep. Ceca                                                                 | 1 – 0                                                                     | Malta                                                                     | Amichevole                                                                | 1                                                                         |                                                                           |
| 12-8-2009                                                                 | Teplice                                                                   | Rep. Ceca                                                                 | 3 – 1                                                                     | Belgio                                                                    | Amichevole                                                                | -                                                                         | 65’                                                                       |
| 5-9-2009                                                                  | Bratislava                                                                | Slovacchia                                                                | 2 – 2                                                                     | Rep. Ceca                                                                 | Qual. Mondiali 2010                                                       | -                                                                         | 65’                                                                       |
| 9-9-2009                                                                  | Uherské Hradiště                                                          | Rep. Ceca                                                                 | 7 – 0                                                                     | San Marino                                                                | Qual. Mondiali 2010                                                       | 1                                                                         |                                                                           |
| 10-10-2009                                                                | Praga                                                                     | Rep. Ceca                                                                 | 2 – 0                                                                     | Polonia                                                                   | Qual. Mondiali 2010                                                       | 1                                                                         | 46’ 88’                                                                   |
| 14-10-2009                                                                | Praga                                                                     | Rep. Ceca                                                                 | 0 – 0                                                                     | Irlanda del Nord                                                          | Qual. Mondiali 2010                                                       | -                                                                         |                                                                           |
| 15-11-2009                                                                | Al Ain                                                                    | Emirati Arabi Uniti                                                       | 0 – 0 dts (3 – 2 dtr)                                                     | Rep. Ceca                                                                 | Amichevole                                                                | -                                                                         | 90’                                                                       |
| 18-11-2009                                                                | Al Ain                                                                    | Azerbaigian                                                               | 2 – 0                                                                     | Rep. Ceca                                                                 | Amichevole                                                                | -                                                                         | 63’                                                                       |
| 3-3-2010                                                                  | Glasgow                                                                   | Scozia                                                                    | 1 – 0                                                                     | Rep. Ceca                                                                 | Amichevole                                                                | -                                                                         | 67’                                                                       |
| 22-5-2010                                                                 | Harrison                                                                  | Turchia                                                                   | 2 – 1                                                                     | Rep. Ceca                                                                 | Amichevole                                                                | -                                                                         | 77’                                                                       |
| 25-5-2010                                                                 | East Hartford                                                             | Stati Uniti                                                               | 2 – 4                                                                     | Rep. Ceca                                                                 | Amichevole                                                                | 1                                                                         | 67’                                                                       |
| 11-8-2010                                                                 | Liberec                                                                   | Rep. Ceca                                                                 | 4 – 1                                                                     | Lettonia                                                                  | Amichevole                                                                | 1                                                                         | 61’                                                                       |
| 7-9-2010                                                                  | Olomouc                                                                   | Rep. Ceca                                                                 | 0 – 1                                                                     | Lituania                                                                  | Qual. Euro 2012                                                           | -                                                                         | 59’                                                                       |
| 8-10-2010                                                                 | Praga                                                                     | Rep. Ceca                                                                 | 1 – 0                                                                     | Scozia                                                                    | Qual. Euro 2012                                                           | -                                                                         | 15’ 84’                                                                   |
| 12-10-2010                                                                | Vaduz                                                                     | Liechtenstein                                                             | 0 – 2                                                                     | Rep. Ceca                                                                 | Qual. Euro 2012                                                           | 1                                                                         | 89’                                                                       |
| 17-11-2010                                                                | Aarhus                                                                    | Danimarca                                                                 | 0 – 0                                                                     | Rep. Ceca                                                                 | Amichevole                                                                | -                                                                         | 65’                                                                       |
| 9-2-2011                                                                  | Pola                                                                      | Croazia                                                                   | 4 – 2                                                                     | Rep. Ceca                                                                 | Amichevole                                                                | -                                                                         | 46’                                                                       |
| 25-3-2011                                                                 | Granada                                                                   | Spagna                                                                    | 2 – 1                                                                     | Rep. Ceca                                                                 | Qual. Euro 2012                                                           | -                                                                         | 84’                                                                       |
| 29-3-2011                                                                 | Teplice                                                                   | Rep. Ceca                                                                 | 2 – 0                                                                     | Liechtenstein                                                             | Qual. Euro 2012                                                           | -                                                                         | 59’                                                                       |
| 4-6-2011                                                                  | Matsumoto                                                                 | Rep. Ceca                                                                 | 0 – 0                                                                     | Perù                                                                      | Kirin Cup                                                                 | -                                                                         | 63’ 67’                                                                   |
| 7-6-2011                                                                  | Yokohama                                                                  | Giappone                                                                  | 0 – 0                                                                     | Rep. Ceca                                                                 | Kirin Cup                                                                 | -                                                                         | 80’                                                                       |
| 26-5-2012                                                                 | Hartberg                                                                  | Rep. Ceca                                                                 | 2 – 1                                                                     | Israele                                                                   | Amichevole                                                                | -                                                                         | 46’                                                                       |
| 13-10-2014                                                                | Astana                                                                    | Kazakistan                                                                | 2 – 4                                                                     | Rep. Ceca                                                                 | Qual. Euro 2016                                                           | 1                                                                         | 79’                                                                       |
| 16-11-2014                                                                | Plzeň                                                                     | Rep. Ceca                                                                 | 2 – 1                                                                     | Islanda                                                                   | Qual. Euro 2016                                                           | -                                                                         | 82’                                                                       |
| 28-3-2015                                                                 | Praga                                                                     | Rep. Ceca                                                                 | 1 – 1                                                                     | Lettonia                                                                  | Qual. Euro 2016                                                           | -                                                                         | 57’                                                                       |
| 31-3-2015                                                                 | Žilina                                                                    | Slovacchia                                                                | 1 – 0                                                                     | Rep. Ceca                                                                 | Amichevole                                                                | -                                                                         |                                                                           |
| 12-6-2015                                                                 | Reykjavík                                                                 | Islanda                                                                   | 2 – 1                                                                     | Rep. Ceca                                                                 | Qual. Euro 2016                                                           | -                                                                         |                                                                           |
| 13-10-2015                                                                | Amsterdam                                                                 | Paesi Bassi                                                               | 2 – 3                                                                     | Rep. Ceca                                                                 | Qual. Euro 2016                                                           | -                                                                         | 46’                                                                       |
| 13-11-2015                                                                | Ostrava                                                                   | Rep. Ceca                                                                 | 4 – 1                                                                     | Serbia                                                                    | Amichevole                                                                | 1                                                                         | 80’                                                                       |
| 17-11-2015                                                                | Breslavia                                                                 | Polonia                                                                   | 3 – 1                                                                     | Rep. Ceca                                                                 | Amichevole                                                                | -                                                                         | 67’                                                                       |
| 24-3-2016                                                                 | Praga                                                                     | Rep. Ceca                                                                 | 0 – 1                                                                     | Scozia                                                                    | Amichevole                                                                | -                                                                         | 65’                                                                       |
| 29-3-2016                                                                 | Stoccolma                                                                 | Svezia                                                                    | 1 – 1                                                                     | Rep. Ceca                                                                 | Amichevole                                                                | -                                                                         | 72’                                                                       |
| 27-5-2016                                                                 | Praga                                                                     | Rep. Ceca                                                                 | 6 – 0                                                                     | Malta                                                                     | Amichevole                                                                | 1                                                                         | 46’                                                                       |
| 1-6-2016                                                                  | Innsbruck                                                                 | Rep. Ceca                                                                 | 2 – 1                                                                     | Russia                                                                    | Amichevole                                                                | 1                                                                         | 46’                                                                       |
| 5-6-2016                                                                  | Praga                                                                     | Rep. Ceca                                                                 | 1 – 2                                                                     | Corea del Sud                                                             | Amichevole                                                                | -                                                                         | 79’                                                                       |
| 13-6-2016                                                                 | Tolosa                                                                    | Spagna                                                                    | 1 – 0                                                                     | Rep. Ceca                                                                 | Euro 2016 - 1º turno                                                      | -                                                                         | 75’                                                                       |
| 17-6-2016                                                                 | Saint-Étienne                                                             | Rep. Ceca                                                                 | 2 – 2                                                                     | Croazia                                                                   | Euro 2016 - 1º turno                                                      | 1                                                                         | 86’                                                                       |
| 21-6-2016                                                                 | Lens                                                                      | Rep. Ceca                                                                 | 0 – 2                                                                     | Turchia                                                                   | Euro 2016 - 1º turno                                                      | -                                                                         |                                                                           |
| 31-8-2016                                                                 | Mladá Boleslav                                                            | Rep. Ceca                                                                 | 3 – 0                                                                     | Armenia                                                                   | Amichevole                                                                | -                                                                         | 46’                                                                       |
| 4-9-2016                                                                  | Praga                                                                     | Rep. Ceca                                                                 | 0 – 0                                                                     | Irlanda del Nord                                                          | Qual. Mondiali 2018                                                       | -                                                                         | 68’                                                                       |
| Totale                                                                    |                                                                           | Presenze                                                                  | 44                                                                        |                                                                           | Reti                                                                      | 12                                                                        |                                                                           |

## Palmarès

### Club
- Campionato ceco: 1

Slavia Praga: 2007-2008
- Campionato russo: 1

CSKA Mosca: 2012-2013
- Supercoppa di Russia: 1

CSKA Mosca: 2009
- Coppa di Russia: 1

CSKA Mosca: 2010-2011
- Campionato polacco: 1

Legia Varsavia: 2016-2017
- Coppa della Repubblica Ceca: 1

Slavia Praga: 2017-2018

### Individuale
- Talento ceco dell'anno: 1

2008
- Capocannoniere degli Europei di calcio under-17: 1

2006 (5 gol)
- Capocannoniere degli Europei di calcio under-19: 1

2008 (4 gol)